# Llista d'alcaldes de Sant Antoni de Vilamajor
Llista d'alcaldes de Sant Antoni de Vilamajor:
- Joan Bruguera i Esquís (1898 - 1904)
- Jaume Vidal i Icart (1904 - 1907)
- Marcel·lí Tubau i Illa (1907 - 1909)
- Bonaventura Planas i Sabater (1909 - 1910)
- Josep Vidal i Codina (1910 - 1912)
- Josep Argila i Tramunt (1912 - 1914)
- Àngel Prat i Pujadas (1914 - 1922)
- Josep Llavina i Pla (1922 - 1923)
- Joan Planas i Colomer (1923 - 1924)
- Joaquim Saurí i Saurí (1924 - 1930)
- Joan Bruguera i Esquís (1930 - 1931)
- Josep Llavina i Pla (1931 - 1934)
- Antoni Icart i Carrasco (1934 - 1936)
- Pere Junoy i Jo (1936 - 1938)
- Antoni Icart i Carrasco (1939 - 1951)
- Manuel Massip i Mariné (1951 - 1964)
- Marcel·lí Vidal i Tubau (1964 - 1977)
- Francesc Sesat i Grau (1977 - 1983)
- Joan Sapé i Saboya (1983 - 1994)
- Marià Llobera i Batlles (1994 - 1995)
- Esteve Mas i Roca (1995 - 2002)
- Marià Llobera i Batlles (2002 - 2003)
- Francesc Tella i Macià (2003 - 2011)
- Maria Lluïsa Berdala i Cirera (2011 - 2019)
- Raül Valentín del Valle (2019 -)